# Björndalstjärnen (Boda socken, Värmland)
Björndalstjärnen är en sjö i Kils kommun i Värmland och ingår i Göta älvs huvudavrinningsområde.